# Tetragoneura atra
Tetragoneura atra är en tvåvingeart som beskrevs av Sherman 1921. Tetragoneura atra ingår i släktet Tetragoneura och familjen svampmyggor.
Artens utbredningsområde är British Columbia. Inga underarter finns listade i Catalogue of Life.